# Othmar Reiser
Pour les articles homonymes, voir Reiser.
Othmar Reiser est un ornithologue autrichien, né le 21 décembre 1861 à Vienne et mort le 31 mars 1936 à Pekre, un village près de Maribor.

## Biographie
Fils d’un important homme de loi, il fait ses études à Vienne. Après son service militaire (1882-1883), il étudie la foresterie à l’académie d’agriculture de Vienne.
Passionné très tôt par la nature, il fait paraître à 22 ans ses premières observations. Membre actif de la société ornithologique de Vienne, il devient le rédacteur en chef de sa publication (1885), Mitteilungen.
Il est nommé, en 1887, assistant en ornithologie au Zemaljski Muzej (ou Bosnisch-Hercegovinische Landesmuseum) de Sarajevo, puis devient peu après conservateur, fonction qu’il conserve jusqu’à son départ à la retraite en 1926. Pour enrichir les collections, il réalise de nombreux voyages en Europe centrale, dans les Balkans et en Grèce. L’institution abrite une collection d’oiseaux riche de 10 000 peaux et de plusieurs milliers d’œufs. Concentrant ses efforts sur l’avifaune balkanique, il fait paraître en trois volumes (1894, 1896 et 1905) Materialien zu einer Ornis Balcanica.
En 1903, il prend part à une expédition organisée par l’Académie des sciences autrichienne dans le nord-est du Brésil, durant laquelle il fait la première observation de l’ara de Spix, Cyanopsitta spixii (Wagler, 1832) depuis sa découverte 84 ans plus tôt. Les résultats de ce voyage paraissent en 1910 et en 1925 dans les Mémoires de l’académie des sciences.
Fine gâchette, il ne manque aucune saison de chasse. Il lègue sa collection de plus de 16 000 spécimens d'œufs d’oiseaux paléarctiques au Musée de Vienne.
Reiser fut membre de diverses sociétés savantes dont les sociétés ornithologiques britanniques, allemandes et bavaroises. Il reçut, en 1932, un titre honoraire de docteur ès sciences de l’université de Graz.

## Source
- C.E.H. (1936). Obituary, Ibis, 78 (3) : 612-614.